# Kojle
Kojle (tiếng Litva: Kalis) là một hồ nước ở Vùng Suwałki, Podlaskie Voivodeship, Ba Lan. Hồ nằm trong Công viên Cảnh quan Suwaki, có hình bầu dục với nhiều vịnh ở phía nam. Nó có một đáy bùn và bị tràn ngập bởi những đợt cao điểm. Hồ lớn 17 hécta (42 mẫu Anh), dài 0,65 km, rộng 0,4 km và sâu 33 m. Kojle được kết nối với hồ Perty.